# Chalceus
Genre
Chalceus est un genre de poissons téléostéens de la famille des "Characidae" en incertae sedis et de l'ordre des Characiformes. Les Chalceus se rencontre en Amérique du Sud, de l'Orénoque au bassin de l'Amazone, ainsi que les rivières des Guyanes. Ils atteignent généralement une longueur de 20-25 cm (7/9 à 9/8 po). Ce sont des prédateurs, se nourrissant d'insectes, de petits poissons, et similaires.

## Liste d'espèces
Selon FishBase (22 juin 2015):
- Chalceus epakros Zanata & Toledo-Piza, 2004
- Chalceus erythrurus (Cope, 1870)
- Chalceus fasciatus Jardine, 1841
- Chalceus guaporensis Zanata & Toledo-Piza, 2004
- Chalceus latus Jardine, 1841
- Chalceus macrolepidotus Cuvier, 1818
- Chalceus spilogyros Zanata & Toledo-Piza, 2004
- Chalceus taeniatus Jardine, 1841